# Diceros bicornis michaeli
Diceros bicornis michaeli
 (septembre 2018).
Si vous disposez d'ouvrages ou d'articles de référence ou si vous connaissez des sites web de qualité traitant du thème abordé ici, merci de compléter l'article en donnant les références utiles à sa vérifiabilité et en les liant à la section « Notes et références ».
Espèce
Sous-espèce
Répartition géographique
Statut de conservation UICN

CRC2a(i); D : 
En danger critique
Statut CITES
Le Rhinocéros Noir de l'Est (Diceros bicornis michaeli) est également connu sous le nom de Rhinocéros Noir d'Afrique de l'Est. C'est une sous-espèce du Rhinocéros noir. Ses effectifs sont très bas en raison du braconnage pour sa corne et il est classé comme en danger critique d'extinction. On le trouve principalement dans les forêts de montagne et les savanes.

## Description
Le Rhinocéros Noir de l’Est se distingue de la sous-espèce méridionale car il a une corne plus longue, plus mince et plus courbée. Sa peau est également très rainurée. Diceros bicornis michaeli serait aussi plus agressif que les trois autres sous-espèces de Rhinocéros noir.

## Répartition
Il était autrefois répandu en Éthiopie, au Soudan, en Somalie, en Tanzanie, au Kenya en Ouganda et au Rwanda.
De nos jours, on ne le trouve qu'au Kenya (594 animaux), dans le nord de la Tanzanie (80 animaux) et depuis 2017 il fait son retour au Rwanda dans Le parc national de l’Akagera où une vingtaine d'animaux ont été transférés,. Un petit noyau vit en dehors de son aire de répartition naturelle en Afrique du Sud dans le parc national des Éléphants d'Addo (une soixantaine d'individus) introduit ici au début des années 1960, pour les sauver des braconniers.

## Population
- Kenya : 462
- Tanzanie : 79
- Rwanda : 18
- Afrique du Sud : 6
- Éthiopie : 2

## Élevages en captivité

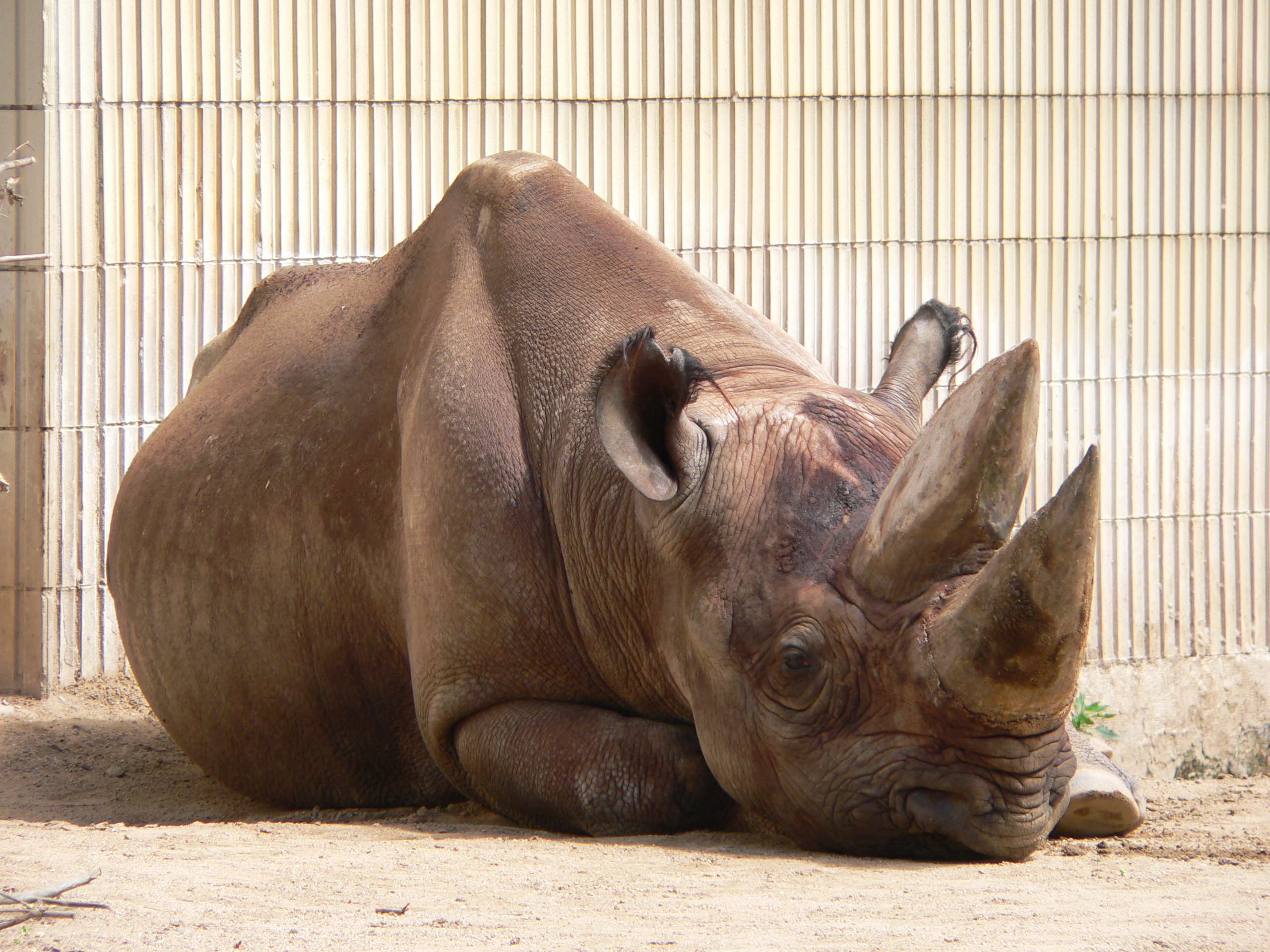
Rhinocéros noir dans le zoo de Francfort-sur-le-Main.

À côté des animaux vivant en liberté, il y a les rhinocéros noirs qui se trouvent dans les plus grands zoos du monde. La plupart de ces animaux viennent de captures de jeunes, telles qu'on les pratiquait en Afrique jusqu'aux années 1970. Pour ces captures, il était fréquent de tuer d'un coup de feu la mère pour l'empêcher de protéger son petit.
Le Rhinocéros Noir de l'est se rencontre assez souvent dans les zoos européens. Les effectifs dans les zoos européens sont d'environ 95 animaux répartis dans vingt-trois parcs zoologiques.
Le zoo de Dvůr Králové en République tchèque ainsi que le zoo de Chester et le zoo de Port Lympne au Royaume-Uni enregistrent des naissances chaque année.
D'ailleurs, en juin 2019 débutera[pas clair] un transfert de cinq rhinocéros noirs de l'Est organisé par le zoo de Dvůr Králové vers un retour en Afrique au Rwanda dans le parc national de l'Akagera pour venir grossir les effectifs déjà existants.